# Фторсульфонат свинца(II)
Фторсульфонат свинца(II) — неорганическое соединение,
соль свинца и фторсульфоновой кислоты
с формулой Pb(SO3F)2,
белые кристаллы.

## Физические свойства
Фторсульфонат свинца(II) образует белые кристаллы.